# 豐塔納少校鎮
豐塔納少校鎮（西班牙語：Comandante Fontana），是阿根廷的城鎮，位於該國東北部福爾摩沙省，是帕蒂諾縣的首府，距離福莫薩184公里，該城鎮海拔高度85米，2001年人口5,655。
25°20′S 59°41′W / 25.333°S 59.683°W